# Индукционно нагряване
Индукционното нагряване е метод за безконтактно нагряване на проводими материали за реализация на производствените операции заваряване, закаляване, отвръщане, топене и валцоване на метали в металургията и др. Този метод използва принципите на електромагнитната индукция, създадена от протичането на високочестотен електричен ток в нагряваните детайли. Това позволява и нагряване само в отделни участъци от детайла, свързани с дадената обработка.

## Принцип на действие
Индукционното нагряване е вследствие на протичането на променлив електрически ток поради създаваното от индуктора променливо магнитно поле. Променливото магнитно поле индуктира по безконтактен път в проводими материали т. нар. вихрови токове на Фуко, т.е. създават се условия за протичане на електричен ток. По закона на Джаул-Ленц в резултат на индукцията и създадения от нея електричен ток в едно изделие се отделя топлина, като количеството ѝ е свързано и се определя от големината, магнитните свойства и съпротивлението на проводимия материал. Индукционното нагряване е вредно, когато поражда загуби в електротехническите уреди – трансформатори и електродвигатели или метални сърцевини на електроизмервателни уреди. Затова се вземат мерки за ограничаването му чрез изграждане на железните сърцевини в електрическите машини с набор от ламели, изолирани помежду си. Това нагряване е желано и полезно при металообработващи операции като закаляване, отгряване, точково заваряване, когато загряваният материал е със значителни размери. Този принцип на загряване се използва широко в металургията.
Индукционното загряване се извършва от технологични устройства с индуктивен елемент, който е източник на променливо магнитно поле. Изгражда се като бобина с една или повече навивки, по която от мощен генератор протича силен електрически ток с висока честота. В такова изпълнение индуктивният елемент е първична намотка на трансформатор без желязна сърцевина. Загряваната метална заготовка, детайл или метален материал се поставя в индуктивния елемент и тя е вторична намотка на трансформатора, свързана накъсо. Електромагнитното поле възбужда вихрови токове, които загряват поставения детайл до необходимата технологична температура. Магнитният поток между намотките се затваря във въздушната среда.

## Устройство и приложение
Индукционното нагряване се прилага в предвидени за това индукционни пещи. Те биват основно два вида – тиглови и канални индукционни пещи.
Основно пещите се състоят се от намотка (индуктивен елемент), към която от специален генератор или преобразувател се подава променливо напрежение и протича ток, който създава мощно магнитно поле в зоната на намотката. Това магнитно поле индуцира вихрови токове в обработваното тяло, също както във вторична намотка на трансформатор, свързана накъсо. Галваничното разделяне на намотката на индуктора и загрявания метал позволява да се прецизира работния режим, без да се натоварва индукторът в недопустими режими.
В някои индукционни пещи нагряването на индуктивния елемент е значително поради протичащия ток, но също и от намиращия се близо до намотката загряван метал. В такива случаи намотката, направена като тръба, се охлажда принудително под налягане с вода, циркулираща в системата под действието на водни помпи.
Индукционното нагряване може да се използва само за материали, които имат висока електрическа проводимост, като метали и сплави. Ако детайлите нямат достатъчно добра електрическа проводимост, производствения процес е слабо ефективен и възниква нецелесъобразен енергиен разход. С проводими материали като алуминий, мед, месинг, желязо, олово и други, процесът е ефективен. Индукционното нагряване се използва и за стопяване, закаляване, изменение на формата, нанасяне на защитно покритие или дори обезгазяване на даден материал.
Индукционните пещи работят при различни честоти. Изборът на честотата се определя от обработвания детайл, необходимата дълбочина на загряването (особено важно при процеса закаляване) и потребността от последващи обработки. За отделните случаи на загряване се използват честоти от 50 Hz до няколко MHz. Различават се следните честоти при тиглови и канални индукционни пещи:
- мрежови честоти 50 Hz – 150 Hz;
- средна честота над 150 Hz до 10 kHz;
- висока честота 100 kHz – 30 MHz.

Електрическата система и конструкцията на пещта се проектират така, че да се избегнат нежелани високочестотни излъчвания и интерференция с радиоустройства.

## Скин-ефект
Скин-ефект или повърхностен ефект се нарича ефектът на намаляване на амплитудата на електромагнитните вълни в зависимост от честотата при тяхното проникване в дълбочина на проводящата среда. Като резултат от този ефект променливият ток с по-висока честота при протичането си не се разпределя равномерно в цялото сечение на проводника, а се разпределя със значителна плътност предимно в повърхностния слой.
При високите честоти действието на магнитното поле и създадените от него вихровите токове вследствие скин-ефекта затоплят повърхностните слоеве на метала. Нагряването отвън навътре се осъществява чрез естествен топлообмен към вътрешността. Дълбочината на проникване зависи от честотата, специфичното съпротивление на нагрявания материал и от относителната магнитна проницаемост на средата. Колкото работната честота е по-висока, толкова този ефект е по-добре изразен, като плътността на тока в повърхностните слоеве е значителна, а дълбочината на нагрявания скин-слой е по-тънък при по-високи честоти.
Формулата за изчисление на дълбочината на скин-слоя в mm:
{\displaystyle \Delta =10^{3}{\sqrt {\frac {\rho }{\mu \mu _{0}\pi f}}}},
където μ0 = 4π·10−7 е постоянната магнитна проницаемост, измервана в H/m, {\displaystyle \mu } е относителна магнитна проницаемост, а ρ е специфичното електрическо съпротивление на материала на обработваната заготовка при температурата на обработката.
Като пример може да се покаже, че при честота 2 MHz скин-ефектът има дълбочина в материал от мед около 0,25 mm, а за желязо – около 0,001 mm.